# Sylpke
Sylpke ist eine frühere Gemeinde und ein Wohnplatz des Ortsteils Solpke der Hansestadt Gardelegen im Altmarkkreis Salzwedel in Sachsen-Anhalt.

## Geografie
Der heutige Wohnplatz Sylpke, amtlich „Solpke Süd“ genannt, liegt etwa einen Kilometer südöstlich von Solpke an der Bahnlinie Berlin-Hannover nördlich von Calvörde zwischen der Colbitz-Letzlinger Heide und dem Naturpark Drömling. Im Norden fließt der Solpker Wiesengraben.

## Geschichte
Die erste gesicherte urkundliche Erwähnung stammt aus dem Jahr 1472 als dat wuste dorp Silbke, als Kurfürst Albrecht von Brandenburg Werner und Gebhard von Alvensleben mit Schloss und Vogtei Gardelegen belehnte. Das wüste Dorf Silbke gehörte also 1472 zum Schloss Gardelegen. Der Chronist David Bauke schrieb 1832, dass die von Alvensleben nur eine Wohnung für ihren Forstaufseher errichten ließen. 1609 hieß der Ort Silpecke. Akten aus dem Brandenburgischen Landeshauptarchiv zufolge wurde das Kolonistendorf Sylpke 1738 errichtet. Bauke berichtet hingegen, Oberhofmeister von Alvensleben sorgte erst 1767 dafür, dass „auf dem wenig benutzen Gebiete von Sylpke jenes Kolonistendorf erstand“. Weitere Nennungen sind 1775 Colonie Silbke und 1804 Sylpke.
1826 brannte der Ort innerhalb weniger Stunden vollständig ab. Den mittellosen Einwohnern gelang in kurzer Zeit ein erfolgreicher Neuanfang.

### Wüstung Sylpke
Wilhelm Zahn berichtet im Jahre 1909: 600 Meter südlich des Dorfes Sylpke liegen die sogenannten Dorfstellen, an deren Südende sich alte Wege kreuzen. Hier stand das frühere Dorf.

### Unsichere Ersterwähnungen
Der Historiker Johannes Schultze ordnet drei Einträge im Landbuch der Mark Brandenburg von 1375 im Register mit Fragezeichen dem Dorf Sylpke zu. Die zwei Schreibweisen Schilbok und Schilbog und im Jahre 1377 Stilbog. Der Historiker Ernst Fidicin ordnet Schilbog hingegen keinem heutigen Ort zu.

### Eingemeindungen
Bis 1807 gehörte der Ort zum Salzwedelischen Kreis, von 1807 bis 1813 zum Stadtkanton Gardelegen, ab 1816 zum Kreis Gardelegen dem späteren Landkreis Gardelegen.
Am 1. Juli 1936 wurde die Gemeinde Sylpke im Landkreis Gardelegen aufgelöst und in die Gemeinde Solpke im gleichen Kreis eingegliedert, wobei die Kolonie Kämeritz der Gemeinde Sachau zugeordnet wurde.

### Einwohnerentwicklung
| Jahr | Einwohner |
| ---- | --------- |
| 1774 | 32        |
| 1789 | 63        |
| 1798 | 80        |
| 1801 | 83        |
| 1818 | 84        |

| Jahr | Einwohner |
| ---- | --------- |
| 1840 | 85        |
| 1864 | 90        |
| 1871 | 95        |
| 1885 | 89        |
| 1892 | [00]88    |

| Jahr | Einwohner |
| ---- | --------- |
| 1895 | 075       |
| 1900 | [00]101   |
| 1905 | 082       |
| 1910 | [00]110   |
| 1925 | 110       |

Quelle bis 1925, wenn nicht angegeben:

## Religion
Die evangelischen Christen aus Sylpke waren früher in die Pfarrei Weteritz eingepfarrt. Am 15. April 1910 wurde in Solpke eine eigene Pfarrei geschaffen, der die Kirchengemeinde Sylpke zugeordnet wurde. Solpke gehört heute zum Pfarrbereich Letzlingen im Kirchenkreis Salzwedel im Propstsprengel Stendal-Magdeburg der Evangelischen Kirche in Mitteldeutschland.

## Wappen
Blasonierung: Fünf schlanke unverästelte Bäume in einer Reihe, wie Pyramidenpappeln, grün in Silber.